# Бендж, Уилсон
Джордж Фредерик «Уилсон» Бендж (англ. George Frederick «Wilson» Benge; 1 марта 1875, Гринвич, Кент — 1 июля 1955, Голливуд, Калифорния) — английский актёр, снимавшийся в основном в американских немых фильмах.
Наряду с актёрами Чарльзом Колманом и Робертом Грейгом Уилсон Бендж очень часто играл роли дворецких и камердинеров, будучи штатным голливудским актёром для исполнения этих ролей в 1930-х и 1940-х годах. Он также появился в нескольких комедиях Лорела и Харди. Продолжал сниматься вплоть до смерти.

## Избранная фильмография
- 1922 — Робин Гуд
- 1925 — Псевдоним Мэри Флинн
- 1926 — / The Clinging Vine
- 1926 — Полуночное сообщение / The Midnight Message
- 1927 — Думают ли детективы? / Do Detectives Think?
- 1928 — Это мой папа
- 1928 — / You’re Darn Tootin'
- 1929 — Бульдог Драммонд
- 1930 — / Raffles
- 1931 — Мужчины в её жизни
- 1932 — Катись!
- 1932 — Нечестивая любовь
- 1936 — Додсворт
- 1936 — Что станет с детьми?
- 1939 — Правители моря
- 1941 — Всё началось с Евы / It Started with Eve — Уильямс, дворецкий (в титрах не указан)
- 1944 — Паучиха
- 1944 — Жемчужина смерти
- 1944 — Женщина из джунглей / Jungle Woman — судебный стенографист (в титрах не указан)
- 1945 — Замок ужаса
- 1945 — Бегство в Алжир / Pursuit to Algiers
- 1946 — Прелюдия к убийству / Dressed To Kill
- 1948 — Три мушкетёра
- 1955 — Алое пальто / The Scarlet Coat